# Capella del Col·legi de la Presentació
La Capella del Col·legi de la Presentació és una obra eclèctica de Tarragona protegida com a Bé Cultural d'Interès Local.

## Descripció
És una capella molt simple, amb una nau i coberta amb volta de mig punt. És la part més ben conservada de l'antic convent-col·legi de la Presentació.

## Història
La resta de l'edifici està ocupada per una de la Policia nacional.